# Nycteola obsoleta
Nycteola obsoleta är en fjärilsart som beskrevs av Sheldon 1919. Nycteola obsoleta ingår i släktet Nycteola och familjen trågspinnare. Inga underarter finns listade i Catalogue of Life.